# 닐 프레이저

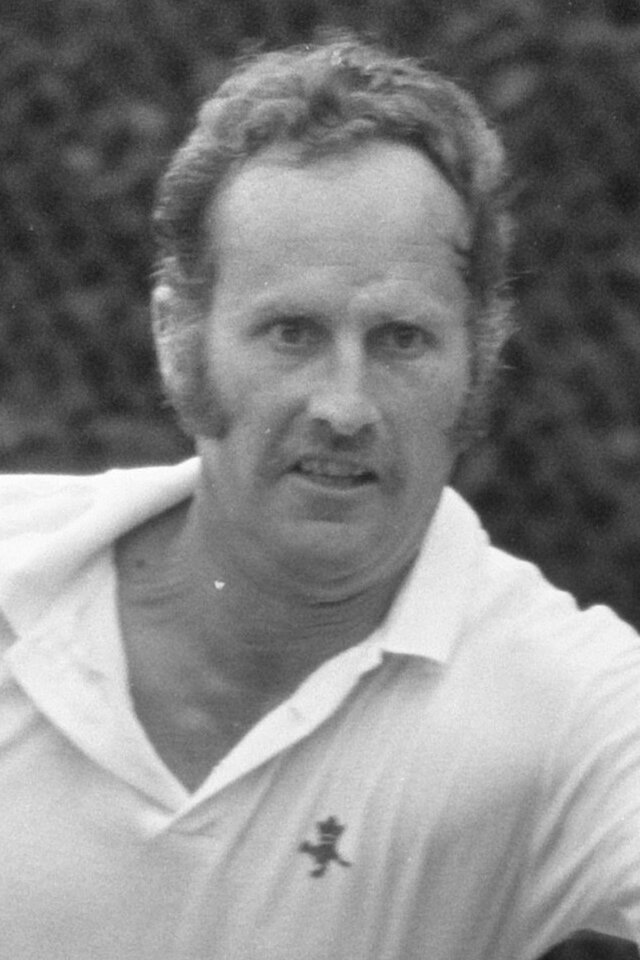

닐 프레이저(Neale Fraser, 본명: Neale Andrew Fraser, AO MBE, 1933년 10월 3일 ~ 2024년 12월 2일)는 오스트레일리아의 테니스 챔피언이었다. 프레이저는 1959년과 1960년 미국 내셔널 챔피언십(현재의 US 오픈 (테니스))에서 트리플 크라운(즉, 그랜드 슬램 (테니스) 토너먼트에서 단식, 복식, 혼합 복식 우승)을 달성한 가장 최근의 선수이다. 1960년 윔블던 챔피언십에서 우승했다. 프레이저는 랜스 팅게이(Lance Tingay)와 네드 포터(Ned Potter)에 의해 1959년과 1960년에 세계 1위 아마추어 테니스 선수로 선정되었다.
선수 생활이 끝난 후 그는 기록적인 24년 동안 호주 데이비스 컵 팀의 비경기 주장을 맡았다.